# 新坊乡
新坊乡，是中华人民共和国湖南省郴州市桂东县下辖的一个乡镇级行政单位。

## 行政区划
新坊乡下辖以下地区：
新坊村、龙溪村、溪源村、青洞村、何家地村和泥塘村。